# Есківа Фалькао Флорентіно
Есківа Фалькао Флорентіно  (порт. Esquiva Florentino, 12 грудня 1989) — бразильський боксер, призер Олімпійських і Південноамериканських ігор та чемпіонату світу серед аматорів.
Ім'я Есківа, яке перекладається з португальської як «ухилятися», дав сину його батько і тренер Адегард Камара Флорентіно, колишній професійний боксер, щоб обійти заборону тренеру робити підказки боксеру під час бою і направляти сина просто вигукуючи його ім'я.
Есківа — молодший брат бронзового олімпійського медаліста з боксу 2012 року у вазі до 81 кг Ямагучі Фалькао Флорентіно.

## Аматорська кар'єра
На Південноамериканських іграх 2010 в категорії до 69 кг завоював бронзову медаль, програвши у півфіналі Браяну Кастаньйо (Аргентина).
На чемпіонаті світу 2011 в категорії до 75 кг завоював бронзову медаль.
- В 1/32 фіналу переміг Мамаду Фолла (Сенегал) — 25-9
- В 1/16 фіналу переміг Роба Янковськи (Австрія) — 15-9
- В 1/8 фіналу переміг Ентоні Огого (Англія) — 17-12
- У чвертьфіналі переміг Донабека Сужанова (Казахстан) — 13-10
- У півфіналі програв Мурата Рьота (Японія) — 11-24

На Олімпійських іграх 2012 завоював срібну медаль.
- В 1/8 фіналу переміг Солтана Мігітінова (Азербайджан) — 24-11
- У чвертьфіналі переміг Золтана Харча (Угорщина) — 14-10
- У півфіналі переміг Ентоні Огого (Велика Британія) — 16-9
- У фіналі програв Мурата Рьота (Японія) — 13-14

## Професіональна кар'єра
2014 року Есківа дебютував на професійному рингу. Впродовж 2014—2022 років провів 30 переможних боїв, з них 20 закінчив достроковою перемогою.
У жовтні 2022 року Міжнародна боксерська федерація оголосила Фалькао обов'язковим претендентом на титул чемпіона світу IBF у середній вазі, яким володів Геннадій Головкін (Казахстан). Геннадій Головкін вирішив відмовитися від титулу IBF. 1 липня 2023 року Есківа Фалькао вийшов на бій за вакантний титул проти Вінченцо Гуалтьєрі (Німеччина).
У своєму рідному місті Вупперталь міцний 30-річний німецький боксер несподівано переміг фаворита одностайним рішенням суддів, завоювавши титул чемпіона. Фалькао, двічі в поєдинку побувавши в нокдаунах, ніяк не міг підлаштуватися під суперника і зазнав першої поразки.
15 червня 2024 року в бою за вакантний титул чемпіона Бразилії у другій середній вазі зазнав поразки від Еберта Консейсана.